# Zona Gale

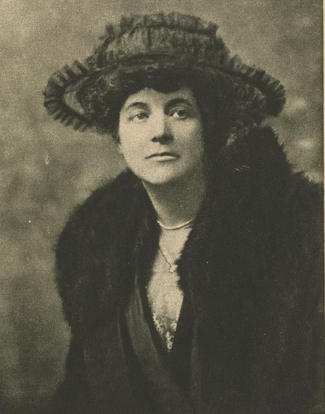
Zona Gale, 1921.

Zona Gale, född 26 augusti 1874 i Portage i Wisconsin, död 27 december 1938 i Chicago i Illinois, var en amerikansk författare och dramatiker.
1921 publicerade Gale romanen Miss Lulu Bett som skildrar livet i Mellanvästern i USA. Året därpå adapterade hon boken till en pjäs vilken hon vann ett Pulitzerpris i dramakategorin för. Hon blev därmed den första kvinna att vinna priset i den kategorin.
Gale var även aktiv i National Woman's Party.